# 궈광객운
궈광객운(영어: Kuo-Kuang Motor Transportation Company Ltd., 중국어 정체자: 國光汽車客運股份有限公司, 병음: Guóguāng qìchē kèyùn gǔfèn yǒuxiàn gōngsī)은 대만 타이베이시에 본사를 둔 버스 업체이다.

## 연혁
- 2001년 6월 15일: 회사 설립[1]